# 和泉市立図書館
和泉市立図書館（いずみしりつとしょかん）は、大阪府和泉市の公共図書館の総称。和泉市立和泉図書館、和泉市立シティプラザ図書館、和泉市立北部リージョンセンター図書室、和泉市立南部リージョンセンター図書室、和泉市立人権文化センター図書室「にじのとしょかん」の計5館を擁する。
和泉市は「子どもの読書活動推進計画」を策定しており、乳幼児向けとして「ブックスタート事業」などを行っている。また、児童とその親御向けの「すくすくタイム」を定期的に開催し、絵本の読み聞かせや手あそびなどを各図書館で実施。ボランティア団体も複数活動しており、読み聞かせのほか、工作教室や人形劇の催し、点字図書や録音図書の作成なども行われている。

## 沿革
- 1978年（昭和53年）11月 - 和泉市立図書館が開館。
- 1991年（平成2年）1月 - 日曜日を含めた全日開館を開始。
- 1998年（平成10年）11月 - 開館20周年記念行事を開催。
- 2001年（平成13年）5月 - 和泉市伯太町ににじのとしょかんが開館。
- 2003年（平成15年）4月 - 和泉市立図書館を和泉図書館に名称変更。また、和泉市いぶき野にシティプラザ図書館が開館。
- 2005年（平成17年）3月 - 「和泉市子どもの読書活動推進計画」を策定。
- 2008年（平成20年）7月 - 和泉市仏並町に南部リージョンセンター図書室が開館。
- 2011年（平成23年）
  - 3月 - 和泉府中駅前の複合施設 フチュール和泉に和泉図書館が移転開館。
  - 4月 - 和泉図書館とシティプラザ図書館の2館に指定管理者制度を導入。図書館流通センター(TRC)による運営を開始。
- 2013年（平成25年）
  - 3月 - 「第2次和泉市子どもの読書活動推進計画」策定。
  - 12月 - 和泉市子どもの読書活動推進協議会が発足。
- 2015年（平成27年）7月 - 和泉市太町に北部リージョンセンター図書室が開館。
- 2016年（平成28年）
  - 4月 - 南部リージョンセンター図書室に指定管理者制度を導入。他館も含めて図書館流通センターによる一括運営を開始。
  - 7月 - 「第1回和泉市図書館を使った調べる学習コンクール」を開催。
- 2017年（平成29年）4月 - ネーミングライツを導入。和泉図書館がTRC和泉図書館に、シティプラザ図書館がTRCシティプラザ図書館に、北部リージョンセンター図書室がTRC北部リージョンセンター図書室に、南部リージョンセンター図書室がTRC南部リージョンセンター図書室に改称。

## TRC和泉図書館
2011年（平成23年）3月20日、和泉市府中町の和泉府中駅前に開業した複合商業施設「フチュール和泉」内に和泉図書館が移転開館した。2017年（平成29年）4月にはネーミングライツによってTRC和泉図書館に改称した。

### サービス
| 開館時間   | 平日10時-21時、土日祝日9時-20時                                                                              |
| 休館日     | 毎月第2金曜日、年末年始、特別整理期間                                                                        |
| 貸出冊数   | 図書・雑誌は10冊、視聴覚資料は3点                                                                            |
| 貸出期間   | 図書・雑誌は3週間、視聴覚資料は1週間                                                                         |
| 貸出可能者 | 市内に在住、または市内に通勤・通学している者。また、堺市・泉大津市・高石市・忠岡町の居住者も相互利用が可能。 |

### 基礎情報
| 開架室             | 1080.81m2 |
| 書庫               | 138.27m2  |
| 集会室1            | 77.82m2   |
| 集会室2            | 62m2      |
| ミーティングルーム | 80.83m2   |
| その他             | 216.7m2   |
| 合計(自習室含む)   | 1668.11m2 |

### アクセス

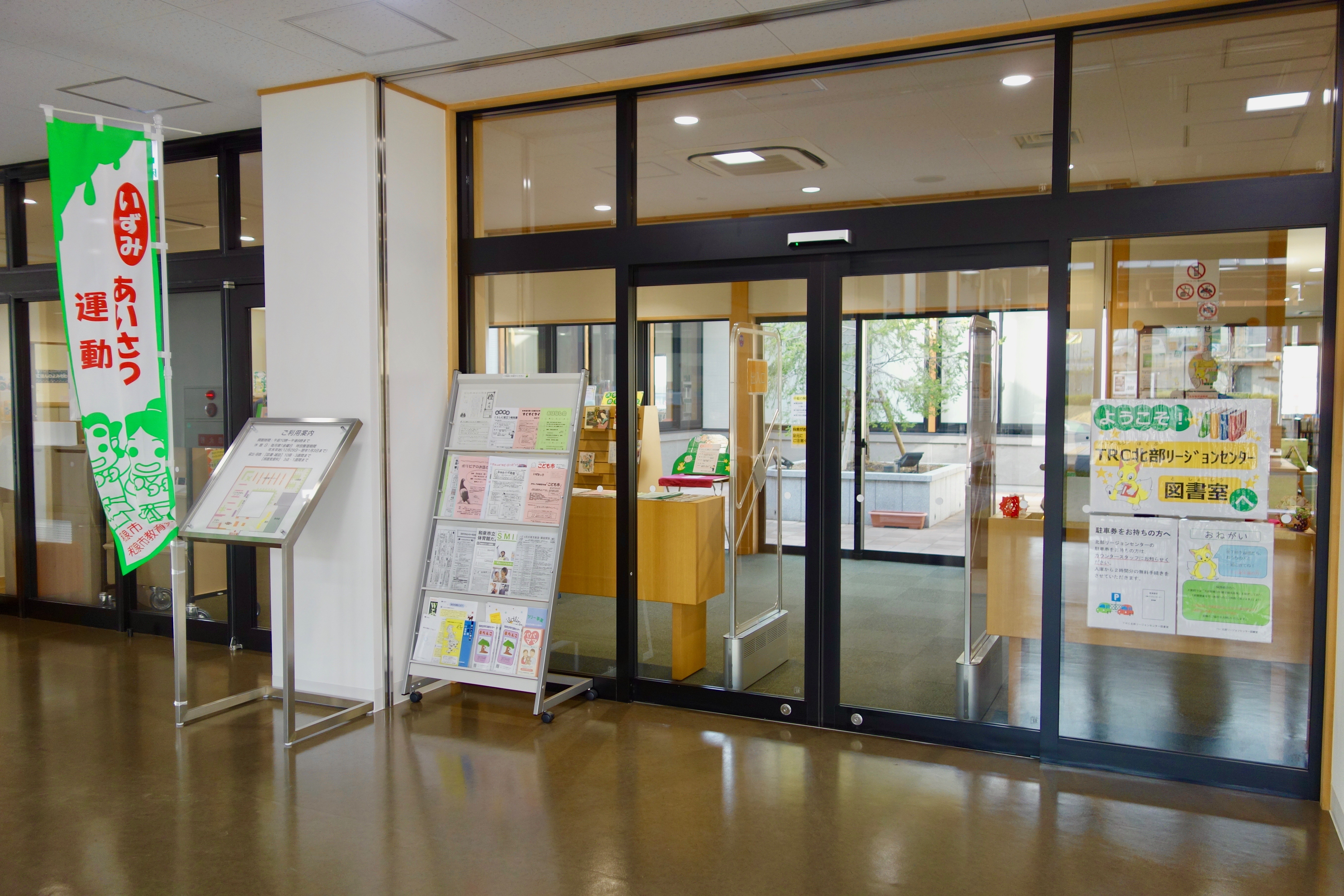
図書室入口
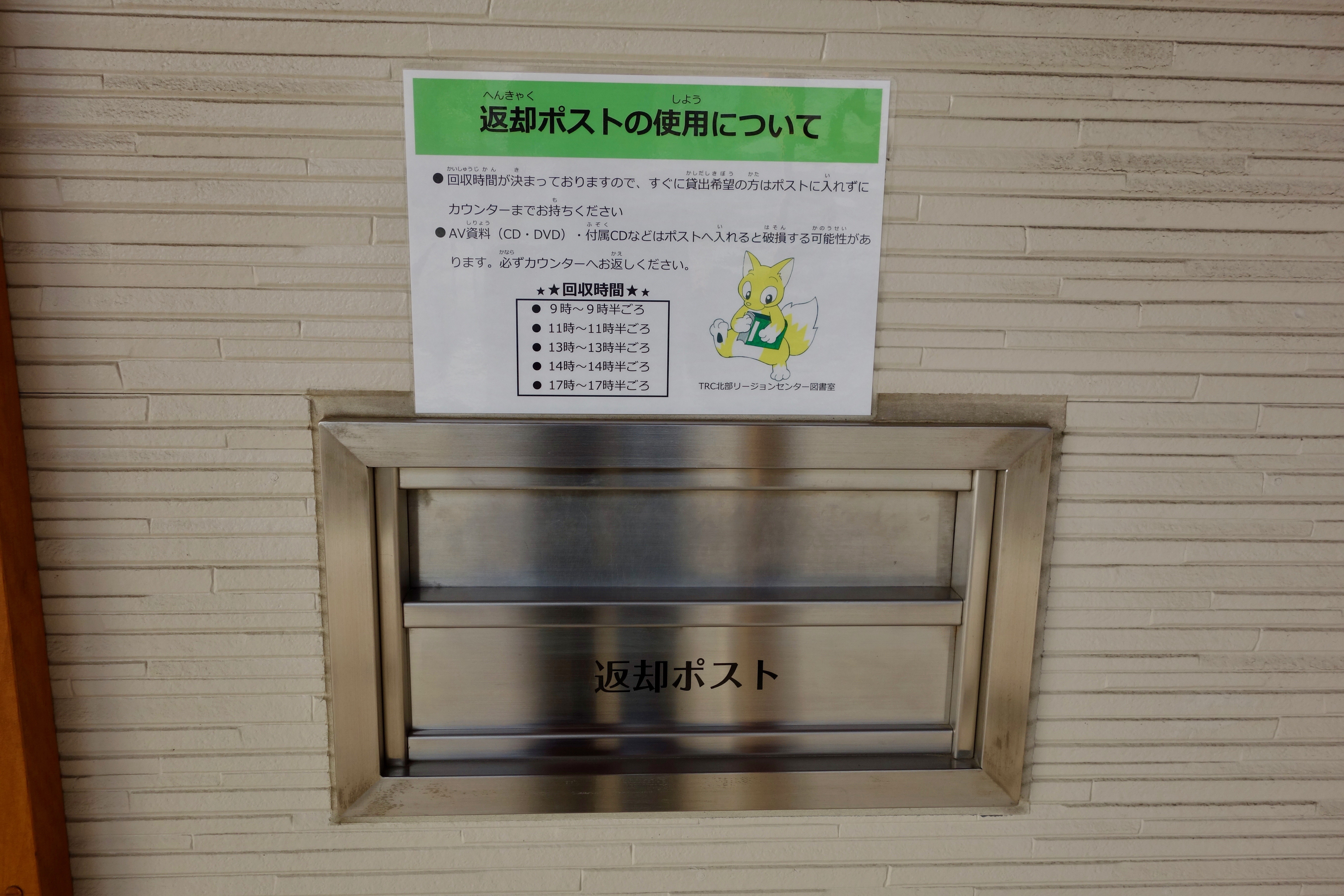
返却ポスト

- JR阪和線 和泉府中駅より徒歩2分。
- 南海バス 和泉府中駅前バス停より徒歩約2分。

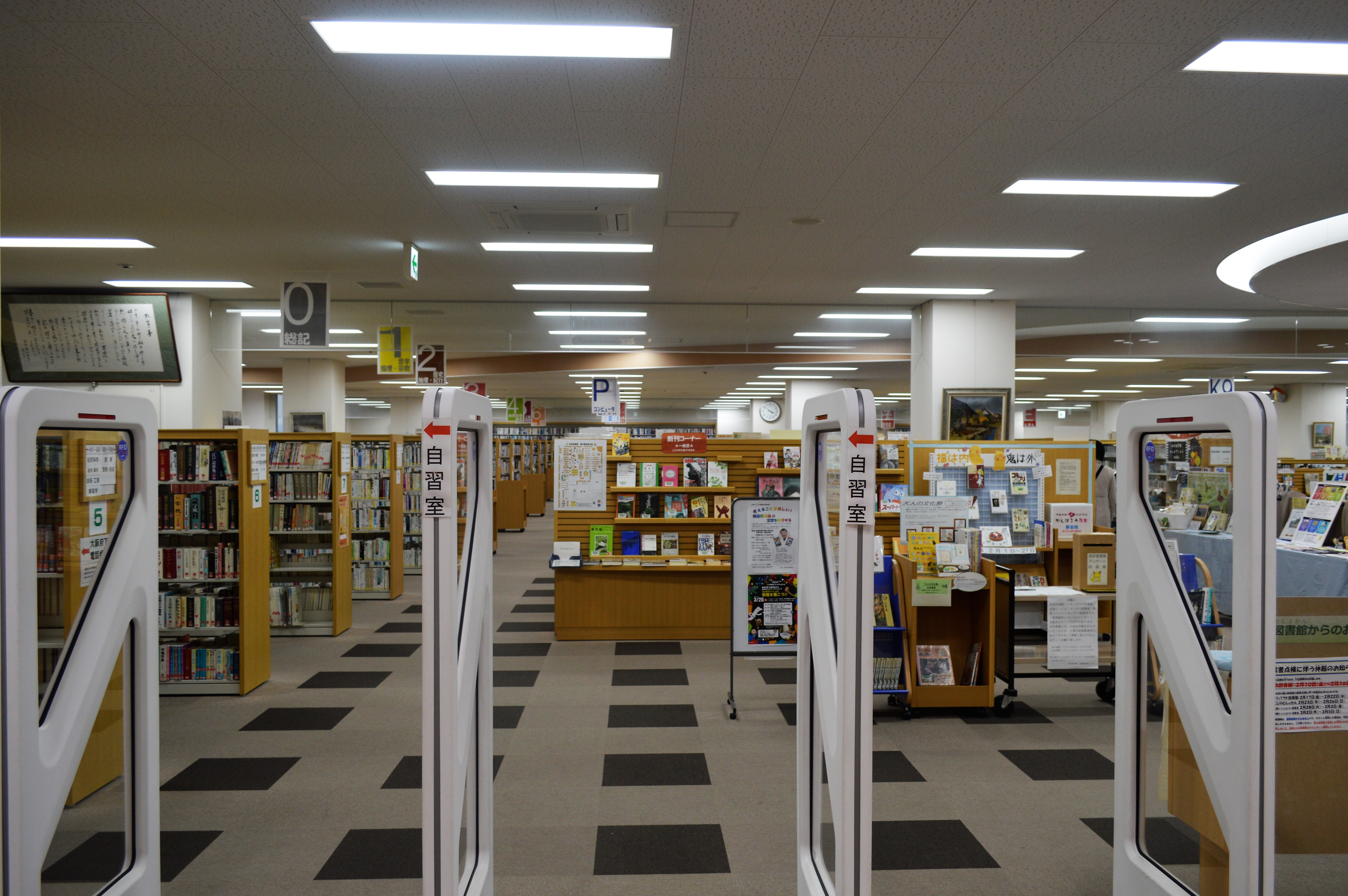
図書館入口
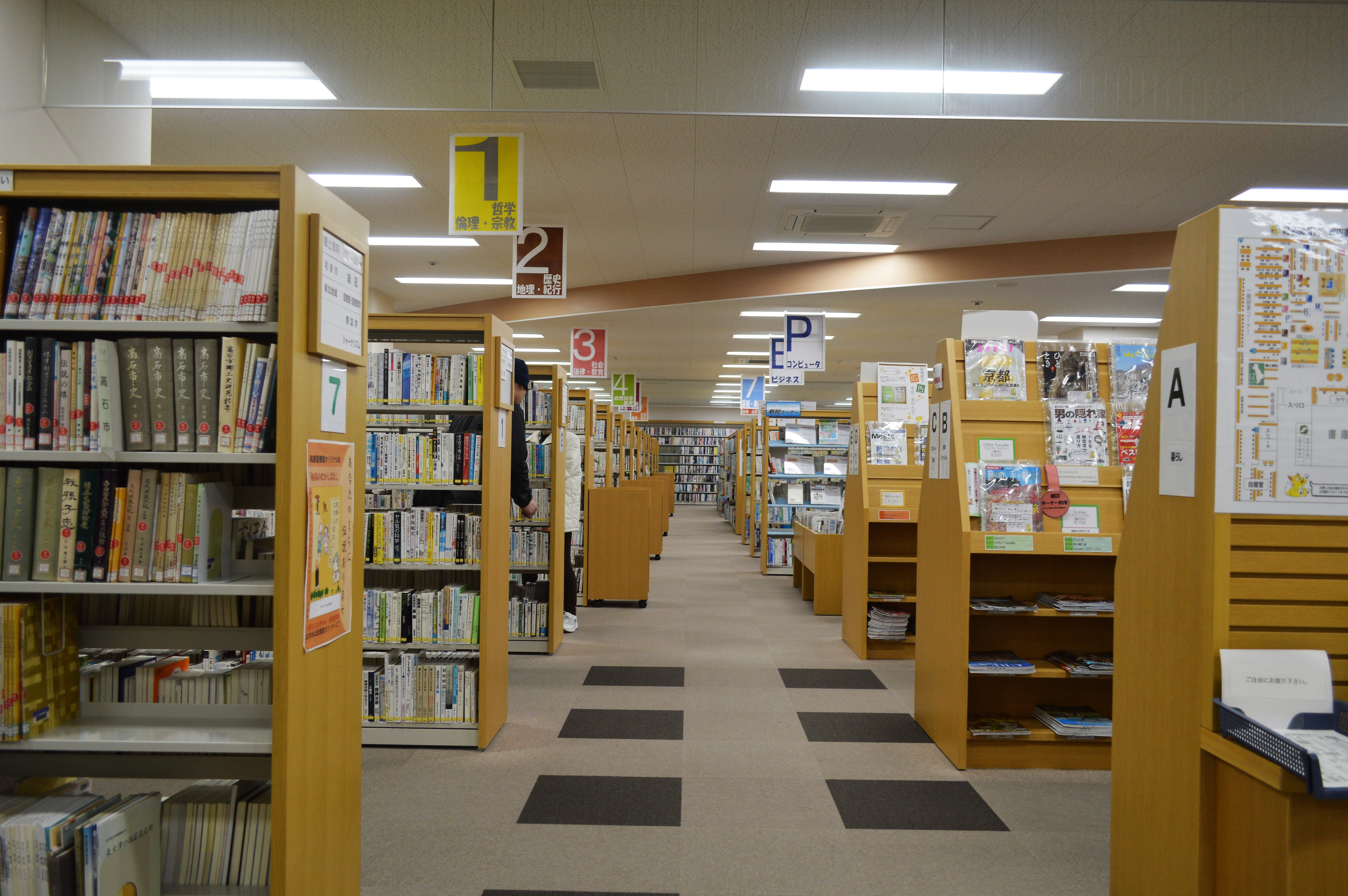
一般書書架
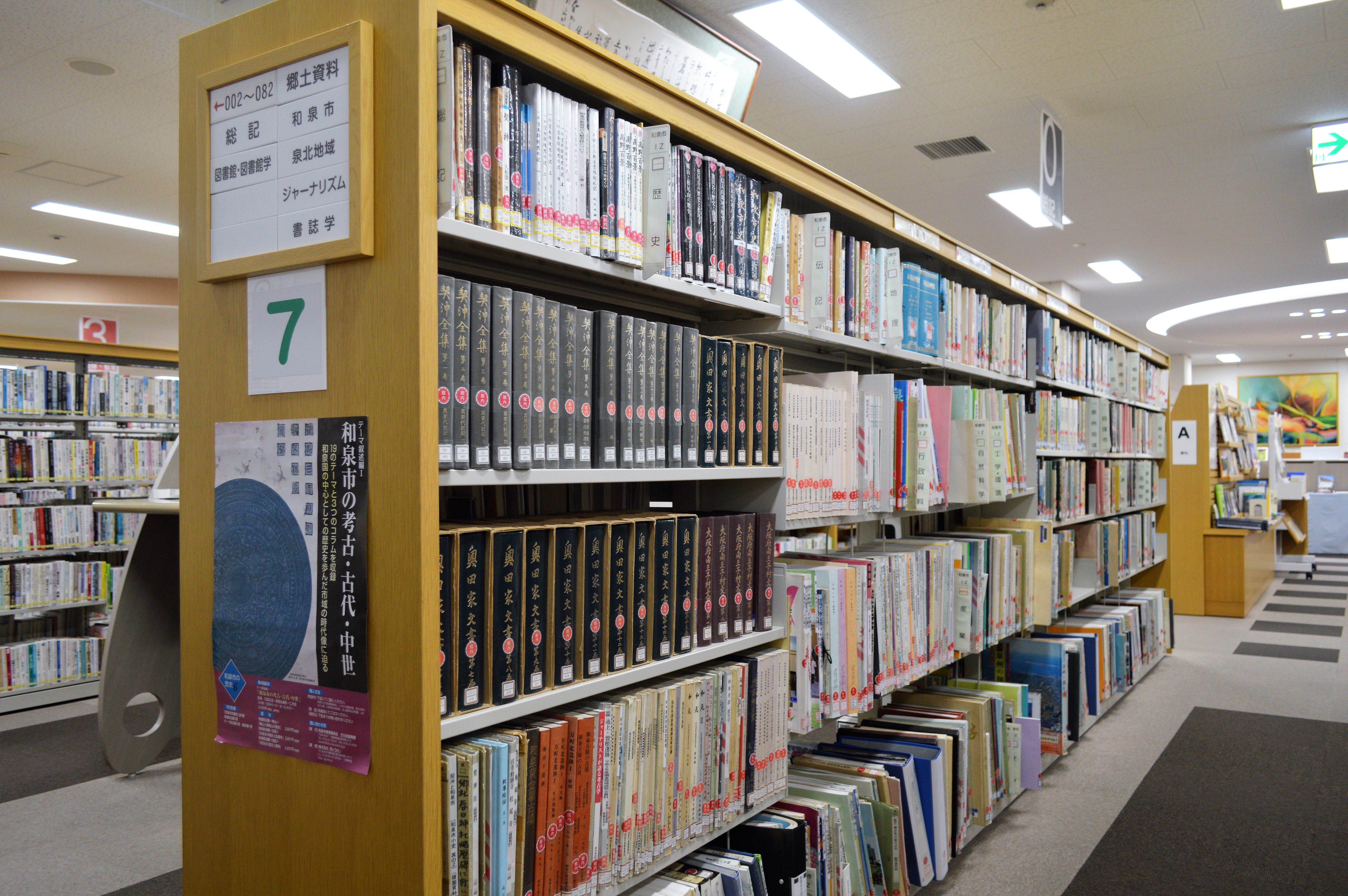
郷土資料書架
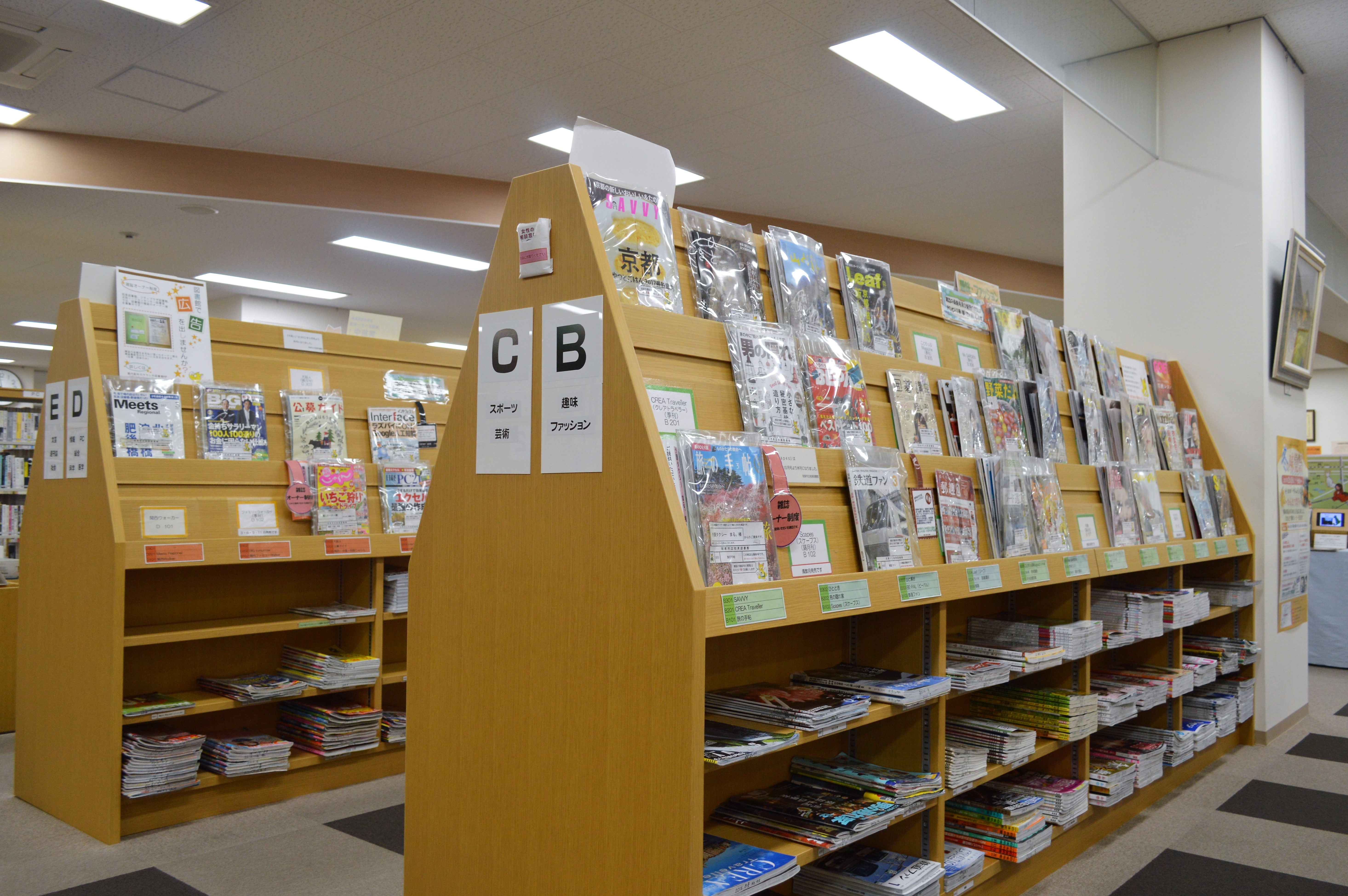
雑誌書架
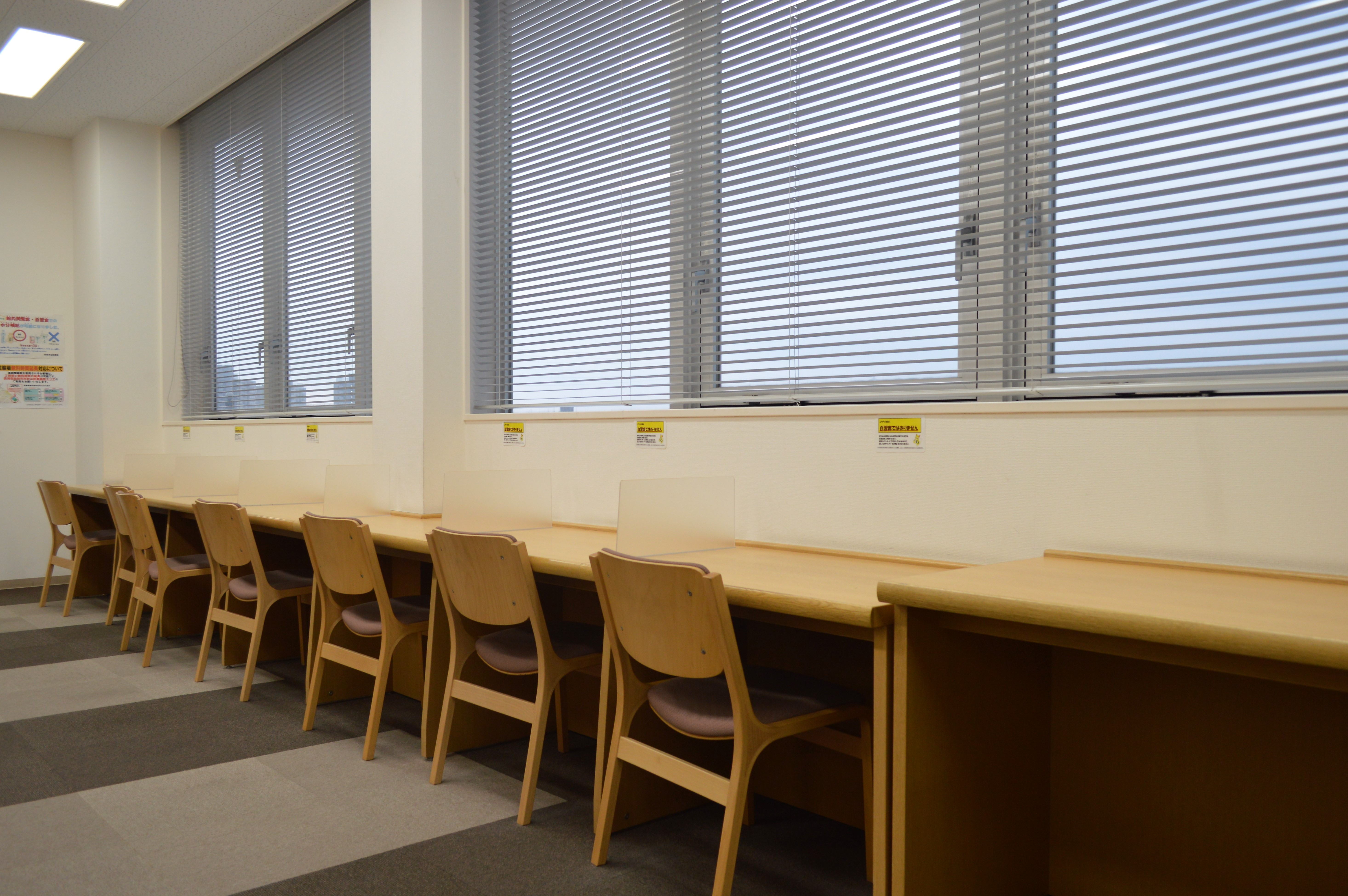
閲覧席
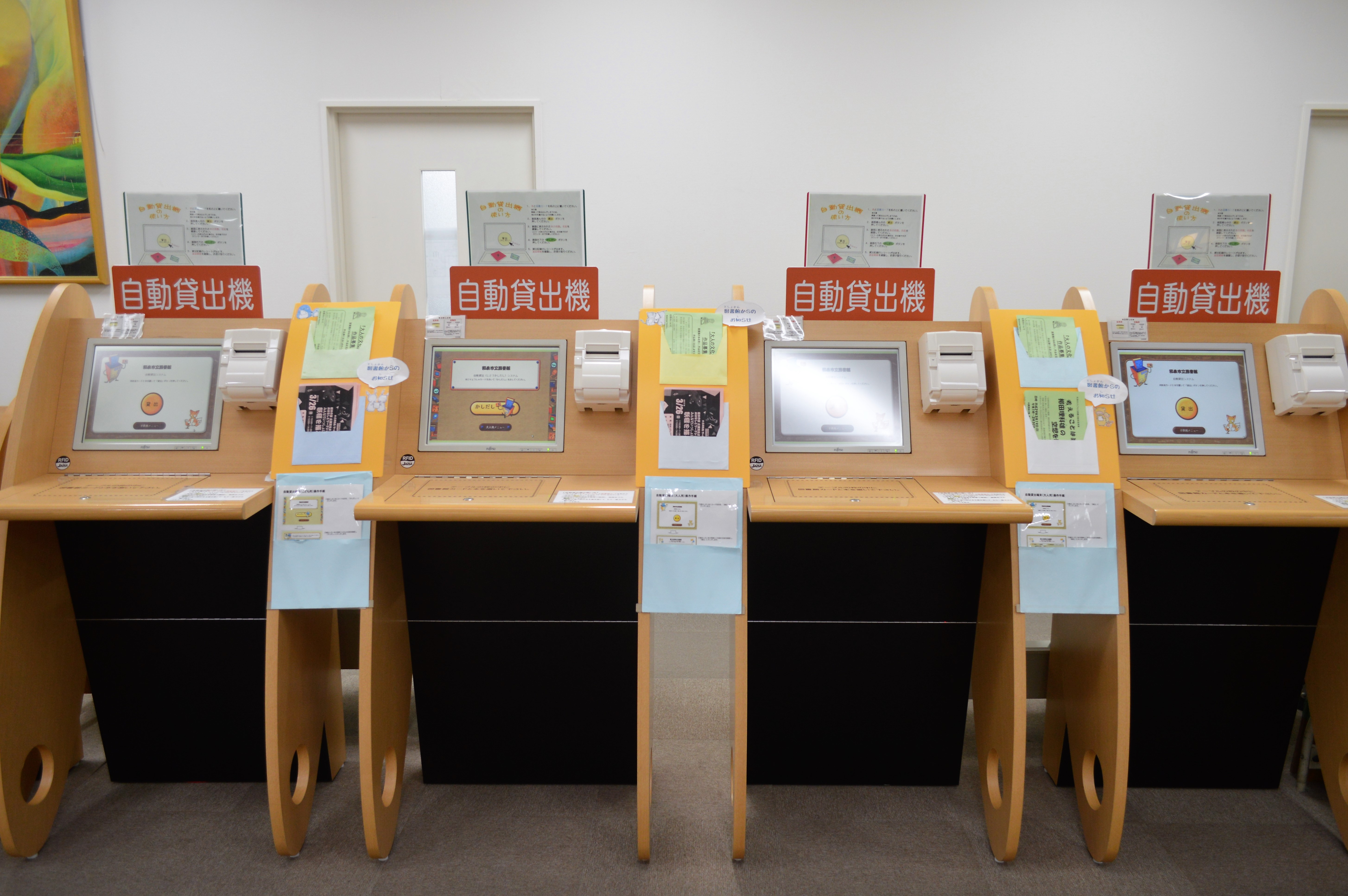
自動貸出機

## TRCシティプラザ図書館
2003年（平成15年）4月27日、和泉市いぶき野にオープンした和泉シティプラザ内にシティプラザ図書館が開館した。2017年（平成29年）4月にはネーミングライツによってTRCシティプラザ図書館に改称した。

### サービス
| 開館時間   | 平日10時-21時、土日祝日9時-20時                                                                              |
| 休館日     | 毎月第3金曜日、年末年始、特別整理期間                                                                        |
| 貸出冊数   | 図書・雑誌は10冊、視聴覚資料は3点                                                                            |
| 貸出期間   | 図書・雑誌は3週間、視聴覚資料は1週間                                                                         |
| 貸出可能者 | 市内に在住、または市内に通勤・通学している者。また、堺市・泉大津市・高石市・忠岡町の居住者も相互利用が可能。 |

### 基礎情報
| 開架室           | 1373.5m2 |
| 書庫             | 55.3m2   |
| 事務所           | 155.7m2  |
| その他           | 15.5m2   |
| 合計(自習室含む) | 1600m2   |

### アクセス
- 南海泉北線 和泉中央駅より徒歩3分。
- 南海バス 和泉中央駅バス停より徒歩約3分。

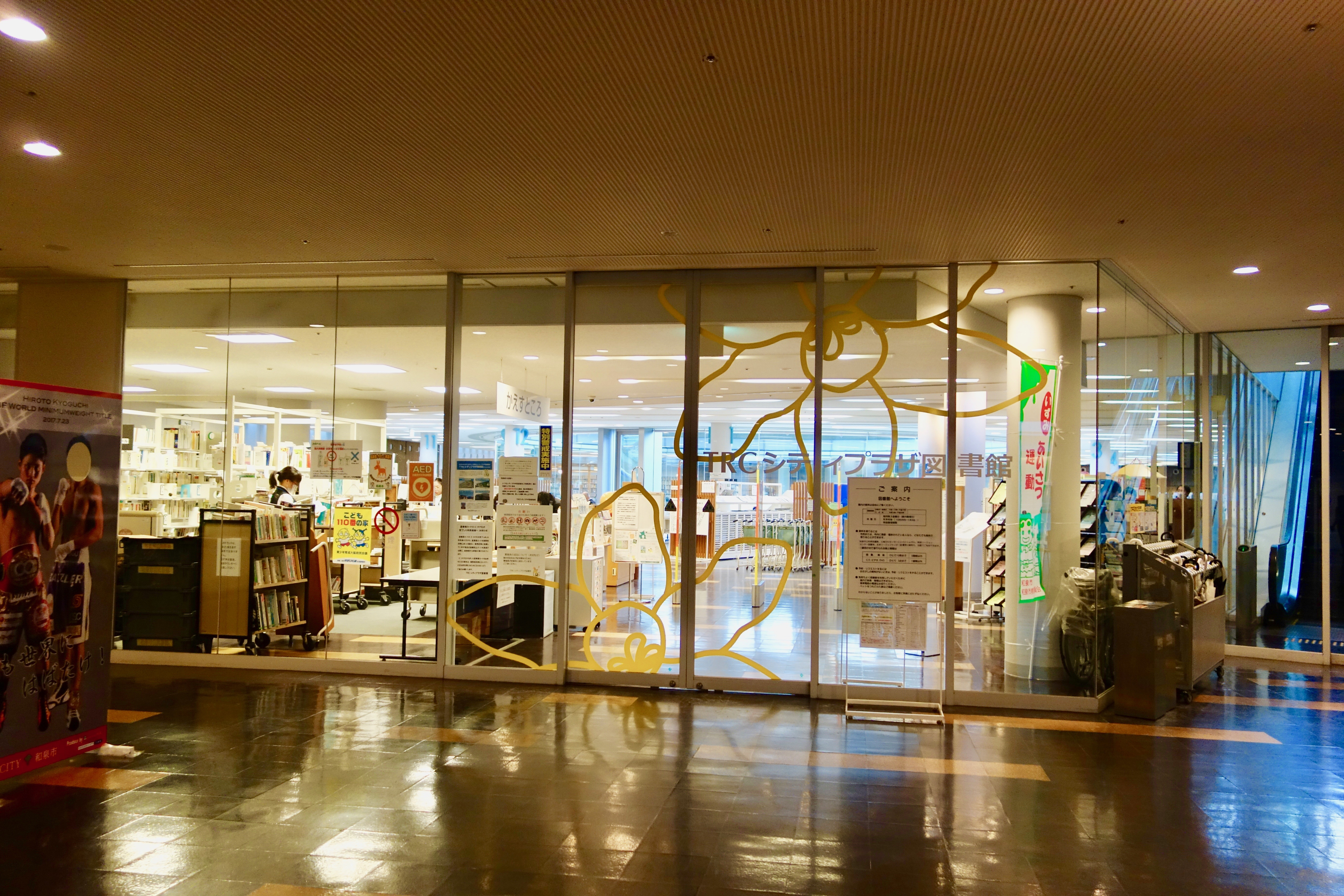
図書館入口
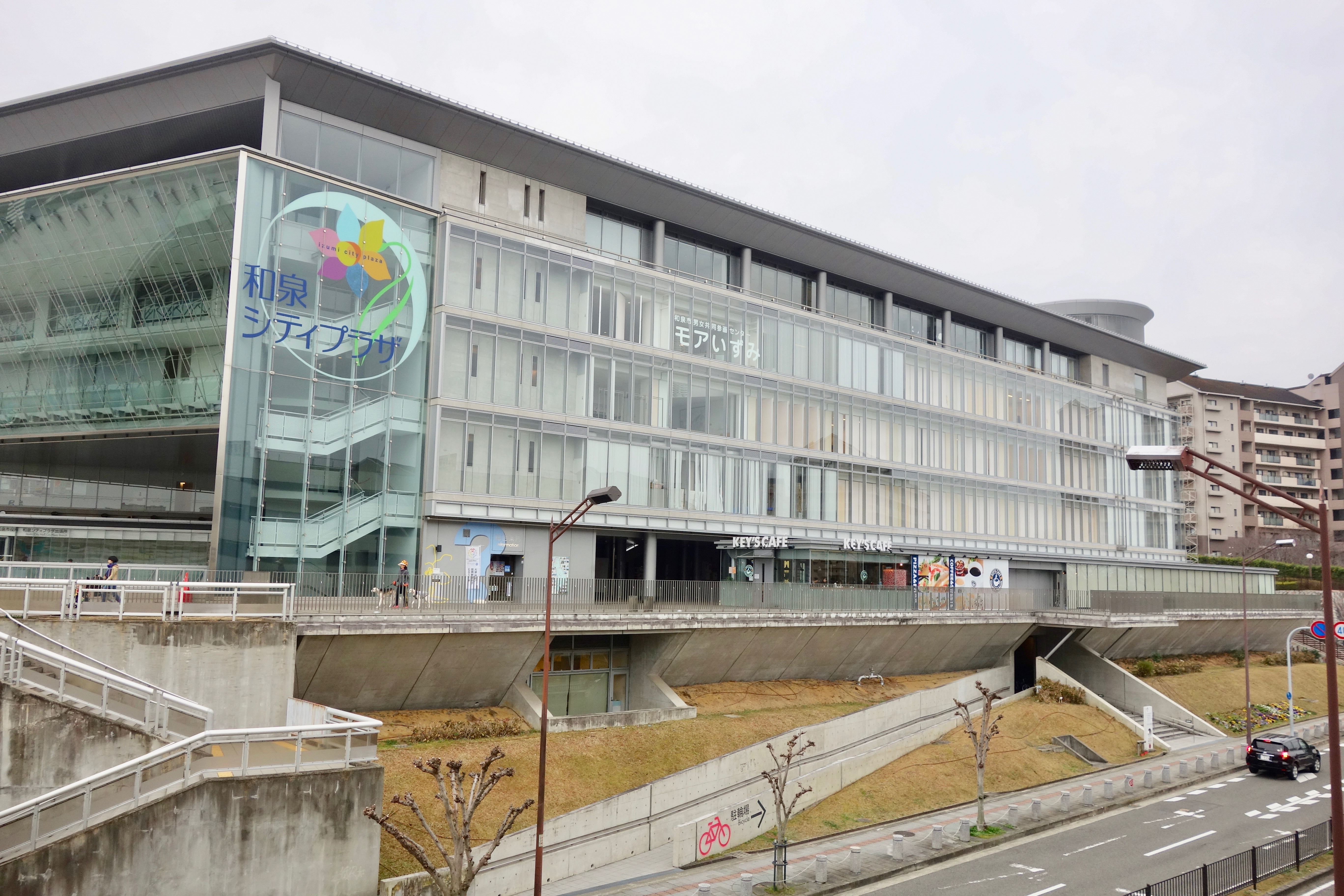
外観

## TRC北部リージョンセンター図書室
2015年（平成27年）7月4日、和泉市太町にオープンした北部リージョンセンター内に開室した。

### サービス
| 開館時間   | 全日10時-20時                                                                                                |
| 休館日     | 毎月第1金曜日、年末年始、特別整理期間                                                                        |
| 貸出冊数   | 図書・雑誌は10冊、視聴覚資料は3点                                                                            |
| 貸出期間   | 図書・雑誌は3週間、視聴覚資料は1週間                                                                         |
| 貸出可能者 | 市内に在住、または市内に通勤・通学している者。また、堺市・泉大津市・高石市・忠岡町の居住者も相互利用が可能。 |

### 基礎情報
| 開架室 | 347.31m2 |
| 書庫   | 21.52m2  |
| 事務室 | 33.62m2  |
| 自習室 | 43.05m2  |
| 中庭   | 67.24m2  |
| 合計   | 512.74m2 |

### アクセス
- JR阪和線 北信太駅より徒歩10分。

- 図書室入口
- 返却ポスト

## TRC南部リージョンセンター図書室
2008年（平成20年）7月20日、和泉市仏並町にオープンした南部リージョンセンター内に開室した。

### サービス
| 開館時間   | 火曜日〜日曜日10時-18時                                                                                      |
| 休館日     | 毎週月曜日(祝日・振替休日の場合は開館し、直後の平日に休館)、毎月第1金曜日、年末年始、特別整理期間            |
| 貸出冊数   | 図書・雑誌は10冊、視聴覚資料は3点                                                                            |
| 貸出期間   | 図書・雑誌は3週間、視聴覚資料は1週間                                                                         |
| 貸出可能者 | 市内に在住、または市内に通勤・通学している者。また、堺市・泉大津市・高石市・忠岡町の居住者も相互利用が可能。 |

### 基礎情報
| 開架室および事務所 | 180m2   |
| 書庫               | 27.3m2  |
| 合計               | 207.3m2 |

### アクセス
- 南海バス 槙尾中学校前バス停より徒歩10分。

## にじのとしょかん
2001年（平成13年）5月1日、和泉市伯太町の文化施設「ゆう・ゆうプラザ」内に開館した。

### サービス
| 開館時間   | 火曜日〜土曜日10時-18時、日曜日・祝日10時-17時                                                               |
| 休館日     | 毎週月曜日、毎月最終金曜日、年末年始、特別整理期間                                                           |
| 貸出冊数   | 図書・雑誌は10冊、視聴覚資料は3点                                                                            |
| 貸出期間   | 図書・雑誌は3週間、視聴覚資料は1週間                                                                         |
| 貸出可能者 | 市内に在住、または市内に通勤・通学している者。また、堺市・泉大津市・高石市・忠岡町の居住者も相互利用が可能。 |

### 基礎情報
| 開架室 | 264m2 |
| 事務所 | 24m2  |
| 合計   | 288m2 |

### アクセス
- JR阪和線 信太山駅より徒歩5分。
- 南海バス 信太山駅前バス停より徒歩5分。